# Mimeusemia vitticollis
Mimeusemia vitticollis är en fjärilsart som beskrevs av Rothschild 1896. Mimeusemia vitticollis ingår i släktet Mimeusemia och familjen nattflyn. Inga underarter finns listade i Catalogue of Life.